# The Remixes (album của Shakira)
| Đánh giá chuyên môn | Đánh giá chuyên môn |
| Nguồn đánh giá      | Nguồn đánh giá      |
| Nguồn               | Đánh giá            |
| ------------------- | ------------------- |
| Allmusic            | [ 1 ]               |

The Remixes là album phối lại đầu tiên của nữ ca sĩ người Colombia Shakira, từ album phòng thu rất thành công của cô tại khu vực Mỹ Latinh, Pies Descalzos (1995). Album được phát hành bởi hãng Sony Music và Columbia Records. Album còn có một phiên bản tiếng Bồ Đào Nha rất thành công tại Brasil.

## Danh sách bài hát
| STT | Nhan đề                                                  | Producer(s)            | Thời lượng |
| --- | -------------------------------------------------------- | ---------------------- | ---------- |
| 1.  | "Shakira DJ Memêgamix"                                   | Shakira, Luis F. Ochoa | 6:21       |
| 2.  | "Estoy Aquí (Extended Remix)"                            | Shakira, Luis F. Ochoa | 9:31       |
| 3.  | "Estou Aqui (Portuguese Version)"                        | Shakira, Luis F. Ochoa | 3:52       |
| 4.  | "¿Dónde Estás Corazón? (Dance Remix)"                    | Shakira, Luis F. Ochoa | 8:46       |
| 5.  | "Un Poco de Amor (12" Extended Dancehall Remix)"         | Shakira, Luis F. Ochoa | 5:47       |
| 6.  | "Um Pouco de Amor (Portuguese Version)"                  | Shakira, Luis F. Ochoa | 3:54       |
| 7.  | "Pies Descalzos, Sueños Blancos (Memê's Super Club Mix)" | Shakira, Luis F. Ochoa | 8:42       |
| 8.  | "Pés Descalços (Portuguese Version)"                     | Shakira, Luis F. Ochoa | 3:24       |
| 9.  | "Estoy Aquí (Timbalero Dub)"                             | Shakira, Luis F. Ochoa | 6:06       |
| 10. | "¿Dónde Estás Corazón? (Dub-A-Pella Mix)"                | Shakira, Luis F. Ochoa | 6:40       |
| 11. | "Un Poco de Amor (Memê's Jazz Experience Mix)"           | Shakira, Luis F. Ochoa | 4:41       |
| 12. | "Pies Descalzos, Sueños Blancos (The Timbalero Dub 97)"  | Shakira, Luis F. Ochoa | 6:38       |